# Nautilus stenomphalus
Nautilus stenomphalus es una especie de molusco cefalópodo de la familia Nautilidae nativa de la Gran barrera de coral. Es muy parecido al  N. pompilius  y puede ser que sean subespecies. Se diferencian por la ausencia de una callosidad delgada y la presencia de manchas blancas en el ombligo y en regiones de la concha. Ésta mide alrededor de 18 cm de diámetro, aunque el espécimen más grande encontrado medía 20,1 cm.